# Lea Ackermann
Pour les articles homonymes, voir Ackermann.
Lea Ackermann (2 février 1937 - 31 octobre 2023) est une religieuse catholique allemande des Sœurs missionnaires de Notre-Dame d'Afrique, militante de la lutte contre le tourisme sexuel et la prostitution forcée, d'abord en Afrique où elle fonde l'organisation Solwodi (de), puis à partir de 1987, en Allemagne. Elle a reçu l'Ordre du mérite de la République fédérale d'Allemagne et aussi d'autres récompenses.

## Biographie
Lea Ackermann naît à Völklingen le 2 février 1937  et elle grandit à Sarrebruck. Après sa scolarité, elle fait un apprentissage dans le milieu bancaire où elle travaille, notamment pendant un an à Paris
,.
En 1960, Lea Ackermann décide d'entrer dans l'ordre des Sœurs missionnaires de Notre-Dame d'Afrique, également connues sous le nom de « Sœurs blanches ». Elle étudie les langues, la théologie, la pédagogie et la psychologie. En 1977, elle obtient un doctorat en pédagogie à l'université Louis-et-Maximilien de Munich avec une thèse sur l'éducation au Rwanda,.
Elle exerce comme enseignante au Rwanda et au Kenya, où elle entre en contact avec des femmes victimes d'exploitation sexuelle, de traite des êtres humains, de tourisme sexuel et de prostitution forcée. En 1985, avec Fritz Köster (de), elle fonde l'organisation Solwodi (de) à Mombasa, menant une vie de « solidarité avec les femmes en détresse ». Le projet offre des conseils et une formation pour aider les femmes à se remettre sur pied. Plus tard, elle fonde avec Agnes Mailu un sous-projet d'aide aux filles, Solgidi (Solidarité avec les filles en détresse).
Après son retour en Allemagne en 1987, elle fonde Solwodi Deutschland, qui devient une organisation opérant dans 18 sites, avec des branches en Rhénanie du Nord-Westphalie, Basse-Saxe, Rhénanie-Palatinat, Bavière, Bade-Wurtemberg et à Berlin. Elles prennent en charge des femmes arrivées en Allemagne en tant que réfugiées ou immigrées, qui ont été victimes d'exploitation sexuelle, de prostitution forcée et de mariage forcé. Ces femmes bénéficient d'un suivi social et psychologique, d'un soutien médical et juridique et d'une aide à la recherche d'un emploi et d'un logement. Elle est entendue en tant qu'experte par le parlement du Bundestag en 2013, où elle demande le droit de séjour pour toutes les victimes de la prostitution forcée originaires de pays non membres de l'Union européenne. Elle tient des conférences et dirige Solwodi jusqu'à l'âge de 85 ans.
Lea Ackermann apparaît sans habit de religieuse, ne portant qu'une croix en guise de collier. Elle réside à Hirzenach, dans une ancienne maison de prêtre au milieu des vignes. Pour des raisons de santé, elle déménage quelques semaines avant sa mort dans une maison de retraite à Trèves.
Elle meurt à l'hôpital de Trèves le 31 octobre 2023, à l'âge de 86 ans.

## Récompenses
- Croix de commandeur de l'ordre du Mérite

Lea Ackermann a reçu l'Ordre du Mérite de la République fédérale d'Allemagne en 1996, l'Ordre du mérite de la Rhénanie-Palatinat (de) en 2012 pour son travail en faveur des droits des femmes, le Prix de la paix d'Augsbourg (de) en 2014 et la Eine-Welt-Medaille (Médaille d'un seul monde) en or pour les réalisations de sa vie en 2019.

## Publications
- (de) Lea Ackermann et Fritz Köster, Über Gott und die Welt Gespräche am Küchentisch, Munich, Kösel, 2007 (ISBN 978-3-466-36737-5).
- (de) Lea Ackermann et Cornelia Filter, Um Gottes Willen, Lea! mein Einsatz für Frauen in Not, Freiburg, Herder, 2009 (978-3-451-06029-8).
- (de) Lea Ackermann, Mary Kreutzer et Alicia Allgäuer, Freiheit leben, das war lange nur ein Traum mutige Frauen erzählen von ihrer Flucht aus Gewalt und moderner Sklavere, Munich, Kösel, 2010 (ISBN 978-3-466-30878-1).